# Florian Zeller
Florian Zeller (Parigi, 28 giugno 1979) è uno scrittore, drammaturgo e regista francese.
È vincitore del Premio Oscar alla migliore sceneggiatura non originale e dell'European Film Award alla migliore sceneggiatura per il suo primo film The Father, uscito nel 2020.

## Biografia
Ha studiato all'Istituto di studi politici di Parigi e ventunenne pubblicò il suo primo romanzo, Neiges artificielles (2002). Il suo terzo libro, La Fascination du pire, gli valse il plauso della critica e la vittoria del Prix Interallié nel 2004. Nello stesso periodo cominciò anche a scrivere per il teatro e fece il suo debutto con la pièce L'Autre. Tra il 2010 ed il 2014 scrisse La Mère, La Vérité e Le Père, che ottennero successo internazionale quando Christopher Hampton le tradusse in inglese e i drammi debuttarono a Londra e Broadway. Le Père, in particolare, vinse il Premio Molière nel 2014 e fu candidato al Tony Award alla migliore opera teatrale nel 2016.
Negli anni 2010 le sue opere teatrali sono approdate anche in Italia: La verità (La Vérité) nel 2011, Il padre (Le Père) andò in scena nel marzo 2018 al Teatro Verdi di Pisa, e ha raggiunto più di 220 repliche in tre stagioni. A Testa in Giù (Avant de s'envoler) ha debuttato al Teatro Manzoni di Milano nell'ottobre 2018, mentre il Politeama Genovese ha allestito la prima italiana de La menzogna (Le Mensonge) nella primavera 2019. Le sue opere teatrali sono andate in scena in trentacinque Paesi. Ha fondato inoltre CZ, filiale dedicata al teatro di 3e œil productions.
Nel 2020 è regista e sceneggiatore del film The Father, per il quale ottiene il Premio Oscar Oscar alla miglior sceneggiatura non originale. Oltre a questa categoria, il film ha procurato la vittoria dell'Oscar al miglior attore ad Anthony Hopkins, la candidatura al miglior film, e la candidatura ad Olivia Colman come miglior attrice non protagonista.

### Vita privata
Nel 2010 si è sposato con Marine Delterme, da cui ha precedentemente avuto il figlio Roman nel dicembre 2008.

## Teatro
- L'Autre (2004)
- Le Manège (2005)
- Si tu mourais (2006)
- Elle t'attend (2008)
- La Mère (La madre, 2010)
- La Vérité (La verità, 2011)
- Le Père (Il padre, 2012)
- Une Heure de tranquillité (Un'ora di tranquillità, 2014)
- Le Mensonge (La menzogna, 2014)
- L'Envers du décor (2016)
- Avant de s'envoler (A testa in giù, 2016)
- Le Fils (Il figlio, 2018)
- The Forest (2022)

## Filmografia

### Regista

#### Cinema
- The Father - Nulla è come sembra (The Father) (2020)
- The Son (2022)

#### Televisione
- Empreintes – serie TV, episodio 4x12 (2010)

### Sceneggiatore
- Château en Suède, regia di Josée Dayan - film TV (2008)
- Empreintes – serie TV, episodio 4x12 (2010)
- La vérité, regia di Vitold Krysinsky - film TV (2011)
- Tutti pazzi in casa mia (Une heure de tranquillité), regia di Patrice Leconte (2014)
- Sogno di una notte di mezza età (Amoureux de ma femme), regia di Daniel Auteuil (2018)
- The Father - Nulla è come sembra (The Father), regia di Florian Zeller (2020)
- The Son, regia di Florian Zeller (2022)

### Produttore
- Le mec de la tombe d'à côté, regia di Agnès Obadia - film TV (2016) - produttore esecutivo
- The Son, regia di Florian Zeller (2022)

## Romanzi
- Neiges artificielles, Flammarion (2002)
- Les Amants du n'importe quoi, Flammarion (2003)
- La Fascination du pire (2004)
- Julien Parme (2006)
- La Jouissance (2012)

## Riconoscimenti

### Premi cinematografici
- Premio Oscar
  - 2021 – Migliore sceneggiatura non originale per The Father - Nulla è come sembra
- Golden Globe
  - 2021 – Candidatura per il miglior film drammatico per The Father – Nulla è come sembra
  - 2021 – Candidatura per la migliore sceneggiatura per The Father – Nulla è come sembra
- British Academy Film Awards
  - 2021 – Candidatura per il miglior film per The Father – Nulla è come sembra
  - 2021 – Candidatura per il miglior film britannico per The Father – Nulla è come sembra
  - 2021 – Miglior sceneggiatura non originale per The Father – Nulla è come sembra
- British Independent Film Awards
  - 2020 – Candidatura per il miglior film indipendente britannico per The Father – Nulla è come sembra
  - 2020 – Candidatura per il miglior regista per The Father – Nulla è come sembra
  - 2020 – Miglior sceneggiatura per The Father – Nulla è come sembra
- Boston Society of FIlm Critics Award Award
  - 2020 – Miglior regista esordiente per The Father – Nulla è come sembra
- Premio César
  - 2022 – Miglior film straniero per The Father – Nulla è come sembra
- Satellite Award
  - 2021 – Candidatura per il miglior film drammatico per The Father – Nulla è come sembra
  - 2021 – Candidatura per il miglior regista per The Father – Nulla è come sembra
  - 2021 – Miglior sceneggiatura non originale per The Father – Nulla è come sembra

### Premi teatrali
- Premio Molière
  - 2006 - Candidatura per la migliore opera teatrale per Si tu mourais
  - 2011 - Candidatura per la migliore opera teatrale per La madre
  - 2014 - Migliore opera teatrale per Il padre Il padre
  - 2018 - Candidatura per la migliore opera teatrale per Il figlio
- Premio Laurence Olivier
  - 2016 – Candidatura per la migliore nuova opera teatrale per Il padre
- Tony Award
  - 2016 – Candidatura per la migliore opera teatrale per Il padre

### Premi letterari
- 2004 - Prix Interallié per La Fascination du pire